# Черновский лесоучасток
Черновский лесоучасток — деревня в Воткинском районе Удмуртской Республики России.

## География
Деревня находится в восточной части республики, в подзоне южной тайги.  Через деревню протекает протекает река Чернушка и впадает в реку Вотка. Рядом с населённым пунктом находится Черновское месторождение нефти.

### Климат
Климат характеризуется как умеренно континентальный, с продолжительной холодной многоснежной зимой и коротким относительно жарким летом. Среднегодовая температура воздуха — 1,4 °С. Средняя температура воздуха самого тёплого месяца (июля) — 17,5 °C (абсолютный максимум — 34,3 °C); самого холодного (января) — −15 °C (абсолютный минимум — −43 °C). Вегетационный период длится 160 дней. Среднегодовое количество атмосферных осадков составляет 527 мм, из которых 376 мм выпадает в период с апреля по октябрь. Снежный покров держится в течение 172 дней.

## История
Входила в состав Верхнеталицкого сельского поселения, упразднённое Законом Удмуртской Республики от 10.06.2021 № 65-РЗ к 25 июня 2021 года, когда муниципальный район и входящие в его состав сельские поселения были преобразованы в муниципальный округ (слово район в официальном названии сохраняется).

## Население
| 2010 | 2012 |
| ---- | ---- |
| 459  | ↘436 |